# 子供盆おどり唄

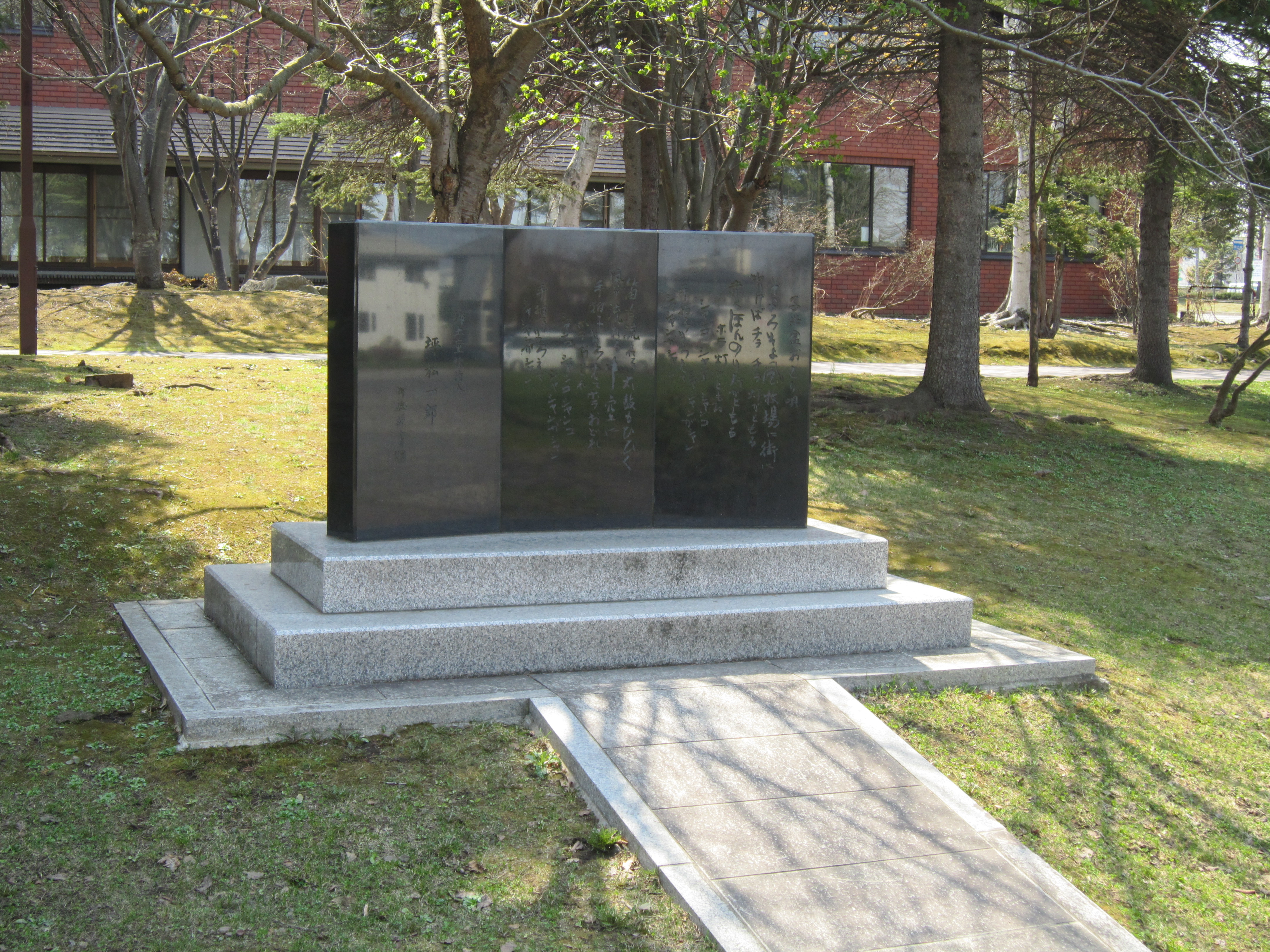
「子供盆踊り唄」歌碑（江別市）

子供盆おどり唄・子供盆踊り歌（こどもぼんおどりうた）は、北海道の子供向け盆踊り（北海子供盆踊り）で使用される楽曲である。
北海道の盆踊りは、夕方の早い時間の「子供の部（子供盆踊り）」と、その後に続く「大人の部（北海盆踊り）」の二部構成であることが多く、「子供の部」でこの「子供盆おどり唄」が、「大人の部」では「北海盆唄」が演奏されるのが一般的である。北海道江別市発祥。

## 概要
- 童謡詩人の坪松一郎が作詞、童謡作曲家の山本雅之が作曲、歌は童謡歌手の持田ヨシ子とキング児童合唱団。1952年（昭和27年）にキングレコードからSP盤で発売された[1][2][3]。
- 北海道教育委員会が「子供が健全に盆踊りを楽しめるように」と企画・制作した。作詞した坪松一郎は当時教員でもあった[3]。
- 北海道の盆踊りが子供と大人の二部制になり、子供用として別の楽曲が北海道教育委員会の要請でわざわざ制作されたのは、旧来の北海盆唄（べっちょ節）の歌詞が卑猥であったなどの理由から、子供が大人の盆踊りに参加するのは好ましくないと考えられたためである[1]。踊りの振り付けは「子供盆おどり唄」の方がむしろ複雑である。
- 初版の楽曲名表記は「子供盆おどり唄」であるが、「子供盆おどり歌」または「子供盆踊り歌」という表記でクレジットされているレコードやカセットも存在し、JASRAC登録上も「子供盆踊り歌」となっている。現在入手可能なCD（後述）は、初版の通り「子供盆おどり唄」である。
- 1995年（平成7年）に歌詞が追加改変されたタンポポ児童合唱団によるバージョン（楽曲名表記は「子供盆踊り歌」）が製作された。しかし、歌詞を原作者に無断で改作し、原作の「シャンコ」という歌詞を「チャンコ」に変え、3節までの歌詞を8節まで増やしたことが、著作権上の問題となり[1]、2002年（平成14年）に廃盤になった。特に「チャンコ」という語はある地域では猥隠語ということで問題視された。そのため、新バージョンは現在入手・試聴困難である。
- 2002年（平成14年）に、最初に歌われた持田ヨシ子バージョンを収録したカセットテープが改めて発売されたが、2022年（令和4年）に廃盤となった[3]。2025年（令和7年）になり、北海道民にとっての子供盆おどり唄の重要性を述べた上で「（音源である）カセットテープが古くなり、現場で困るだろうから」と再発売を希望する電子メールがキングレコードに届き、これがきっかけとなって7月30日にCDで再発売された[3]（規格品番KICM-5570[4]）なお当初は、「音楽配信でいいのでは」という意見もあったという[3]。当初は400枚の販売予定が、発売2日後には計2000枚の注文が入り、キングレコードのECサイトでは発売前日に売り切れとなった[3]。
- 作詞の坪松一郎の出身地、北海道江別市の野幌グリーンモールに「子供盆おどり唄」の歌碑がある。
- 道内の一部の地域では「北海盆踊り」を開催しない。一例として函館市では函館港まつりのいか踊りが盆踊りにあたるため開催されず「北海盆唄」「子供盆踊り歌」は使用されない。かわりに「函館港おどり」「いか踊り」が使用される。